# Barrio Asunción
Barrio Asunción ist eine Ortschaft in Uruguay.

## Geographie
Sie befindet sich im südlichen Teil des Departamento Canelones in dessen Sektor 37. Sie liegt östlich von Colonia Nicolich bzw. Quintas del Bosque und grenzt im Südosten an den Küstenort Solymar. In westlicher Richtung liegt in einigen Kilometern Entfernung das Gelände des Aeropuerto Internacional de Carrasco.

## Infrastruktur
Barrio Asunción liegt an der Nordseite der Ruta Interbalnearia.

## Einwohner
Die Einwohnerzahl von Barrio Asunción beträgt 53 (Stand 2004).